# Zakłady Graficzne w Bydgoszczy

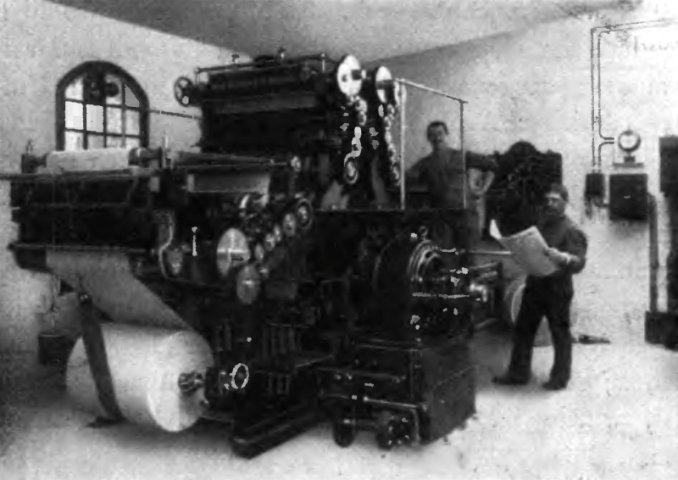
Drukarska maszyna rotacyjna z początku XX wieku - zdjęcie zamieszczone w „Industrie und Gewerbe in Bromberg”

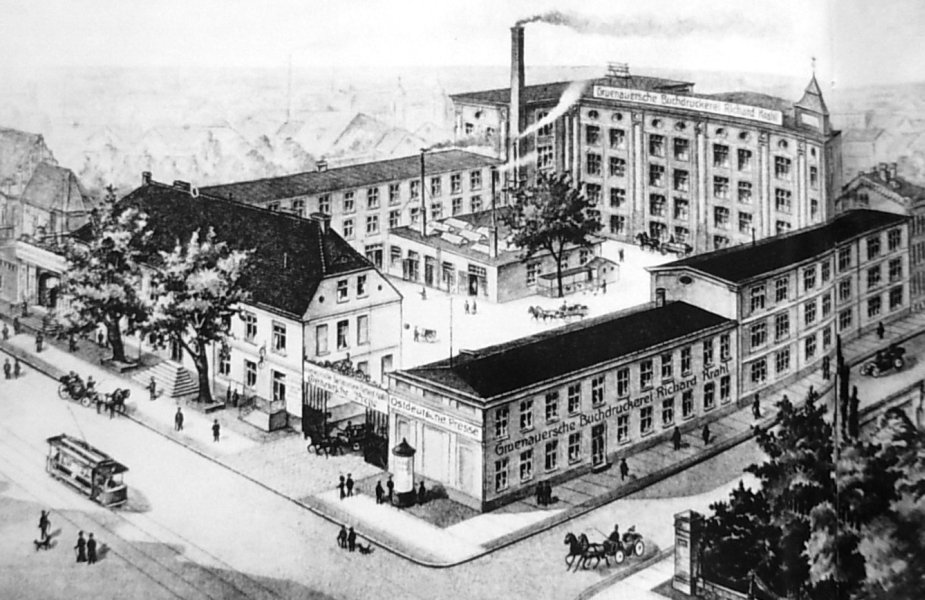
Drukarnia Grunauera w 1912 r. po rozbudowie

Zakłady Graficzne im. Komisji Edukacji Narodowej – najstarsza i największa drukarnia w Bydgoszczy, istniejąca w latach 1806-2008. W dwudziestoleciu międzywojennym jeden z większych zakładów poligraficznych w Polsce, wydawca ekskluzywnych wydawnictw polskich, a po 1945 r. -  największy w kraju kombinat poligraficzny w zakresie druku podręczników i czasopism pedagogicznych.

## Charakterystyka
Przedmiotem działalności zakładu była produkcja poligraficzna – podręczniki szkolne, książki dla uczniów i nauczycieli, lektury szkolne, słowniki i encyklopedie, czasopisma pedagogiczne, pomoce naukowe, materiały dla placówek oświatowo-wychowawczych.

## Historia

### Okres pruski
Drukarnia została uruchomiona  6 października 1806 w oficynie domu Piotra Ładyńskiego przy ul. Poznańskiej 35 w Bydgoszczy przez Andreasa Friedricha Gruenauera (1764-1829). W 1814 właściciel wzbogacony na produkcji różnego typu druków urzędowych, zakupił od sióstr klarysek część ogrodu klasztornego, w którym wybudował nowy budynek, w którym w maju 1815 r. uruchomił nowoczesny zakład poligraficzny. Budynek drukarni przy ul. Jagiellońskiej sąsiadujący z kościołem klarysek miał charakter późnoklasycystyczny, dziewięcioosiową elewację frontową i dach naczółkowy. Celom produkcyjnym służył nieprzerwanie do 2005 roku.
W okresie przynależności miasta do Księstwa Warszawskiego drukarnia Grunauera wykonywała wszystkie druki urzędowe dla władz, m.in. pierwszą bydgoską gazetę – Dziennik Doniesień Rządowych i Prywatnych Departamentu Bydgoskiego. Wydrukowano tu również m.in. Konstytucję Księstwa Warszawskiego, ogłoszoną 23 września 1807. W latach 1815–1920 w drukarni powstawały druki urzędowe dla władz regencyjnych, m.in. Tygodnik Urzędowy Królewskiej Pruskiej Rejencji w Bydgoszczy, ukazujący się w języku polskim i niemieckim w latach 1815-1848, druki szkolne i formularze urzędowe. Od 1850 r. tradycją zakładów był także druk kolejowych rozkładów jazdy.
W XIX wieku zakład podlegał dalszej rozbudowie i modernizacji technicznej. W latach 1845–1874 funkcjonował dział litograficzny, w 1875 uruchomiono maszynę parową, w latach 1899-1900 od strony północnej wzniesiono trzypiętrowy budynek fabryczny, przeznaczony głównie dla działu introligatorskiego, zainstalowano oświetlenie gazowe, a część maszyn podłączono do sieci elektrycznej. Zatrudnienie w 1831 wynosiło 75 pracowników, w 1896 – 136, a tuż przed I wojną światową osiągnęła około 230 osób. Mimo kilkakrotnej zmiany właścicieli, zakład aż do 1920 r. nazywano Drukarnią Gruenauera (niem. Grunauerische Buchdruckerei).

### Dwudziestolecie międzywojenne
W dwudziestoleciu międzywojennym drukarnia zmieniła nazwę na Zakłady Graficzne Instytutu Wydawniczego „Biblioteka Polska” i była największym i najnowocześniejszym zakładem poligraficznym w Bydgoszczy, województwie pomorskim oraz jednym z większych w Polsce. W 1920 z rąk niemieckich zakład wykupił Władysław Kościelski (1886-1933) - poeta, tłumacz i mecenas narodowej kultury, który jednocześnie powołał w Warszawie spółkę akcyjną  Instytut Wydawniczy „Biblioteka Polska” z udziałem znanych pisarzy i poetów, m.in. Wacława Berenta, Jana Kasprowicza, Tadeusza Piniego, Leopolda Staffa, Aleksandra Guttry’ego. Celem spółki było wydawanie wszelkiego rodzaju podręczników szkolnych, dzieł naukowych i beletrystycznych, polskich i zagranicznych czasopism naukowych, a nadto reprodukcji dzieł sztuki, tablic ściennych, map i innych wydawnictw. Po śmierci Władysława Kościelskiego (1933) Instytutem kierował Henryk Strasburger (1887-1951) - były podsekretarz stanu w MSZ, w latach 1924-1932 Komisarz Generalny Rzeczypospolitej Polskiej w Wolnym Mieście Gdańsku.
Zakład zajmował się drukiem wydawnictw Instytutu „Biblioteka Polska” i szczycił się w tym okresie dużym dorobkiem edytorskim. Do 1939 r. w oficynie Instytutu wydano ponad 800 tytułów cennych dzieł oraz szereg zeszytów czasopism, m.in. „Nowy Przegląd Literatury i Sztuki” (1920-1921), „Przegląd Warszawski” (1921-1925), „Polonista”. Książki ukazywały się w seriach: „Wielka Biblioteka” (arcydzieła literatury polskiej i obcej do użytku szkolnego, 131 pozycji), „Biblioteka Miniaturowa”, „Biblioteka Historyczna”, „Biblioteka Historyczno-Literacka”, „Czasy i Ludzie”, „Biblioteka Naukowa”.
Publikowano także zbiorowe wydania dzieł wielu pisarzy, m.in. Wacława Sieroszewskiego, Stanisława Wyspiańskiego, Josepha Conrada, Adolfa Dygasińskiego. W pięciu edycjach ukazała się książka Melchiora Wańkowicza „Na tropach Smętka”. Wśród zrealizowanych zamówień dla innych wydawców znajdowała się znana seria „Cuda Polski” (m.in. „Wilno” J. Remera, „Morze i Pomorze” J. Smoleńskiego, „Polesie” F. A. Ossendowskiego). Zakłady Graficzne wydały także wiele encyklopedii oraz albumów, m.in. „Legenda” Władysława Reymonta, „Pomniki bojowników o niepodległość” (1794-1863), „Księgi jazdy polskiej”, nagrodzone w 1925 „Dzieła malarskie” Stanisława Wyspiańskiego i wiele innych. Chlubą pracowników zakładu była wydawana przez kilka lat na zlecenie Towarzystwa Reklamy Międzynarodowej w Berlinie „Księga adresowa Polski”, zawierająca około 2600 stron. 
Książki i albumy, niektóre o charakterze bibliofilskim, wyróżniały się wysokim poziomem graficznym i edytorskim. Od 1935 nad szatą graficzną publikacji czuwał artysta grafik i typograf Stanisław Brzęczkowski (1897-1955).
W latach 1921–1924 i 1935-1939 nastąpiła dalsza rozbudowa drukarni oraz jej parku maszynowego. Obok działów maszyn typograficznych i introligatorskiego powstały działy: offsetowy, chemigraficzny, rotograwiurowy oraz własny warsztat naprawy maszyn i urządzeń poligraficznych. Stało się to możliwe m.in. dzięki przejęciu przez drukarnię w roku 1928 sąsiadującego z zakładem budynku aresztu miejskiego przy ul. Parkowej. W 1936 drukarnia zatrudniała ok. 280 osób, co stanowiło ponad 60% pracowników branży poligraficznej w ówczesnym województwie pomorskim i była wyposażona w ponad 200 maszyn i urządzeń do produkcji książek. W roku 1939 zatrudnienie wzrosło do ponad 600 osób. W 1929 na Powszechnej Wystawie Krajowej w Poznaniu odznaczono ją złotym medalem. 

### II wojna światowa
W czasie okupacji Niemcy zniszczyli 44 znajdujące się w druku książki, wywieźli ponad 20 najcenniejszych maszyn i wiele sprzętu pomocniczego, zlikwidowali dział rotograficzny oraz ograniczyli działalność drukarni do wydawnictw prasowych i druków akcydensowych. Po wojnie na ścianie budynku drukarni od strony ul. Gdańskiej, umieszczono mosiężną tablicę pamiątkową z nazwiskami drukarzy, księgarzy, bibliotekarzy i dziennikarzy zamordowanych przez hitlerowców w czasie II wojny światowej.

### Okres powojenny
Po wyzwoleniu Bydgoszczy już w styczniu 1945 urządzono tutaj drukarnię wojskową, gdzie obok wydawania licznych ulotek, znalazły siedzibę redakcje pierwszych bydgoskich gazet. Składano tu ręcznie pierwsze numery „Wiadomości Bydgoskich”, następnie „Ziemi Pomorskiej” i „Ilustrowanego Kuriera Polskiego”. Równocześnie rozpoczęto wydawanie pierwszych podręczników szkolnych, pomocy dydaktycznych, map, tablic ściennych oraz świadectw szkolnych. Jako pierwszy kolorowy podręcznik ukazał się w 1949 w nowym opracowaniu „Elementarz” Mariana Falskiego, w czterech kolorach techniką offsetową. Na początku 1948 zatrudnienie w przedsiębiorstwie wynosiło 543 osób.
W kwietniu 1945 drukarnię przemianowano na Państwowe Zakłady Wydawnictw Szkolnych,  przekształcone w 1974 roku w Zakłady Wydawnictw Szkolnych i Pedagogicznych. W 1985 stały się samodzielnym przedsiębiorstwem wyodrębnionym z WSiP-u i przyjęły nazwę Zakłady Graficzne im. Komisji Edukacji Narodowej. Kolejna rozbudowa zakładów nastąpiła w latach 1947-1951 oraz 1957-1962. Drukarnia stanowiła wówczas największy w kraju kombinat poligraficzny w zakresie druku podręczników i czasopism pedagogicznych. Rocznie produkowano tu ok. 20 mln egzemplarzy książek i pomocy naukowych, dziennie ok. 20 wagonów podręczników dla wszystkich typów szkół – ok. 300 tytułów, tj. ponad połowę wszystkich podręczników szkolnych w kraju. Jeszcze w latach 80. XX w. zakłady dostarczały ponad 40% krajowej produkcji podręczników (18 mln egzemplarzy rocznie). 
Mimo dalszej modernizacji zakładu na przełomie lat 80. i 90. XX w., przemiany społeczno-gospodarcze początku lat 90. spowodowały ograniczenie produkcji. Druk podręczników przejęły inne zakłady poligraficzne w kraju, a przedsiębiorstwo musiało radzić sobie z ostrą konkurencją na rynku. W latach 1993–1995 zatrudnienie zmniejszyło się o 20% do 600 osób. 1 kwietnia 1995 zakład przekształcono w jednoosobową spółkę Skarbu Państwa oraz rozpoczęto realizację programu naprawczego. Zakłady weszły do Programu Powszechnej Prywatyzacji, a funduszem wiodącym był 7 NFI im. Kazimierza Wielkiego. W 2001 firma otrzymała certyfikat jakości ISO 9002, należąc nadal do największych drukarni dziełowych w kraju (130 pracowników). W kolejnych latach wzrost konkurencji w branży poligraficznej spowodował pogorszenie sytuacji finansowej. 
W maju 2005 firma sprzedała budynek przy ul. Jagiellońskiej, spółce Opus 2 Investment, która w latach 2006-2007 wybudowała w tym miejscu Galerię Handlową „Drukarnia”. Zakłady Graficzne im. KEN kontynuowały swoją działalność w nowej siedzibie przy ul. Bydgoskiej 51 w Brzozie. Wskutek konkurencji na rynku i opieszałości w wykonaniu prywatyzacji, następował dalszy regres finansowy. W 2007 spółka ogłosiła upadłość likwidacyjną. W sierpniu 2010 Sąd Rejonowy w Bydgoszczy stwierdził zakończenie postępowania upadłościowego, a 16 czerwca 2011 wykreślono z rejestru KRS wszystkie wpisy dla tego podmiotu gospodarczego.